# Harry Burrard-Neale
Pour les articles homonymes, voir Burrard.
Harry Burrard-Neale (16 septembre 1765 – 7 février 1840), est un homme politique britannique et un militaire de la Royal Navy, il devient 2e baronnet Burrard de Walhampton en 1791.

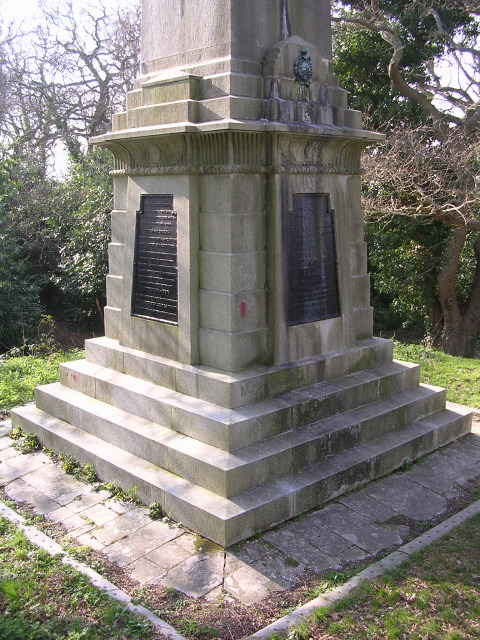
Le monument de Lymington à la gloire Sir Harry Burrard-Neale

## Biographie
Né sous le nom de « Harry Burrard », il était le fils du lieutenant-colonel William Burrard et de Mary Pearce. Il accède au titre de 2e baronnet Burrard de Walhampton le 12 avril 1791. Le 8 avril 1795 son nom est officiellement changé en « Harry Burrard-Neale » par un décret royal, avant son mariage avec Grace Elizabeth Neale, fille de Richard Neale et Grace Goldstone, le 15 avril 1795.
Il était le cousin d'un général britannique qui s'appelait également Sir Harry Burrard (1755–1813), 1er baronnet Burrard de Lymington.
À sa mort, à 74 ans, il est enterré dans l'église de Lymington (comté de Hampshire au Royaume-Uni). Un monument à sa mémoire a été érigé à Lymington (Walhampton), il s'agit d'un obélisque.
Ami du capitaine anglais George Vancouver, celui-ci donna son nom à un fjord du Canada, la baie Burrard (en anglais : Burrard Inlet). Par extension, le nom de « Burrard » fut ensuite donné à la péninsule qui abrite la ville de Vancouver, puis à plusieurs autres toponymes ou ouvrages de la région.

## Mandats politiques
Membre du parlement britannique pour la circonscription de Lymington, au cours des périodes 1790-1802, 1806-1807, 1812-1823 et 1832-1835.

## Carrière militaire
Harry Burrard-Neale commence sa carrière dans la Royal Navy en 1778 à bord du Roebuck sous les ordres de Sir Andrew Snape Hamond. Il a ainsi l'opportunité d'assister à la fin du siège de Charleston durant la guerre d'indépendance des États-Unis.  
il s'est notamment distingué au cours des combats contre la mutinerie du Nore. Cette mutinerie a eu lieu en mai et juin 1797, au mouillage du Nore, un banc de sable situé dans l'estuaire de la Tamise.
Il devient Lord of the Admiralty (membre de l'Amirauté) de la Royal Navy (marine militaire britannique) entre 1804 et 1807.
Il obtient le rang d'amiral (en anglais : Admiral) en 1810. En 1825, il est nommé Commandant en chef (Commander-in-Chief) de la Mediterranean Fleet (ancienne flotte britannique basée à Malte).

## Titres de noblesse
Il est adoubé chevalier dans l'ordre du Bain (Order of the Bath) en 1815, avec le titre de « Commandeur » (Knight Commander, second grade le plus élevé), puis avec le titre de « Grand Croix » (Knight Grand Cross, grade le plus élevé) en 1822. Puis il devient également chevalier « Grand Croix » dans l'ordre de Saint-Michel et Saint-Georges (Order of St Michael and St George) en 1824.

## Sources
- George Edward Cokayne, éditeur, The Complete Baronetage, 5 volumes (sans date (circa 1900) ; réimpression, Gloucester, Royaume-Uni : Alan Sutton Publishing, 1983), volume V, p. 148